# Синьхайская революция

Иероглифы «Синьхай гэмин» — «Синьхайская революция»

Синьхайская революция (кит. 辛亥革命, пиньинь xīnhài gémìng, палл. синьхай гэмин) — революция в Китае, свергнувшая монархию — империю Цин. Началась Учанским восстанием 1911 года (в год Металлической Свиньи — 48-й год 辛亥 «синь-хай» по 60-летнему циклическому китайскому календарю).
Революция состояла из множества восстаний и бунтов. Поворотным моментом стало Учанское восстание 10 октября 1911 года. Революция завершилась отречением шестилетнего императора Пу И 12 февраля 1912 года, что ознаменовало конец длительного (около 2000 лет) монархического правления и начало ранней республиканской эры Китая.
Китайская Республика на Тайване и Китайская Народная Республика на материке считают себя законными преемниками Синьхайской революции и уважают её идеалы — 10 октября отмечается на Тайване как Праздник Двух Десяток, а на материковом Китае (в т.ч. Гонконге и Макао) этот день отмечается как годовщина Синьхайской революции.

## Истоки

### Движение самоусиления
Побудительным мотивом политики «самоусиления» служила необходимость иметь современную военную технику для подавления народных восстаний, а также для защиты целостности и суверенитета Цинской империи от посягательств «заморских варваров».
Во главу угла лидеры «самоусиления» ставили модернизацию армии и флота путём оснащения их иностранным оружием и техникой. Все их помыслы сводились к подготовке войск, обучению их по западной методике и перевооружению на европейский лад. Большое внимание уделялось собственному производству современных орудий, винтовок, боеприпасов и пароходов, а также закупке машинного оборудования из стран Запада. Экономической стороной политики «самоусиления» явился курс на «достижение богатства», предполагавший резкое расширение роли казённого сектора в промышленности, торговле и транспорте. Ли Хунчжан и Чжан Чжидун явились инициаторами создания смешанных казённо-частных предприятий.
С целью подготовки кадров для нужд политики «самоусиления» с 1862 по 1898 годы было основано 17 учебных заведений нового типа, где стала формироваться современная разночинная интеллигенция. С помощью миссионеров осуществлялся перевод на китайский язык иностранных книг по естественным и общественным наукам. 
С 1870-х годов в Шанхае и Гуанчжоу начали издаваться первые иностранные, а затем и китайские частные газеты. Курс на «усвоение заморских дел» создал первые очаги крупного промышленного производства, положил начало модернизации вооружённых сил, подготовил дополнительные условия для экономического развития, социальной эволюции и обновления общественно-политической мысли передовых кругов шэньши и интеллигенции.

### Создание новой армии

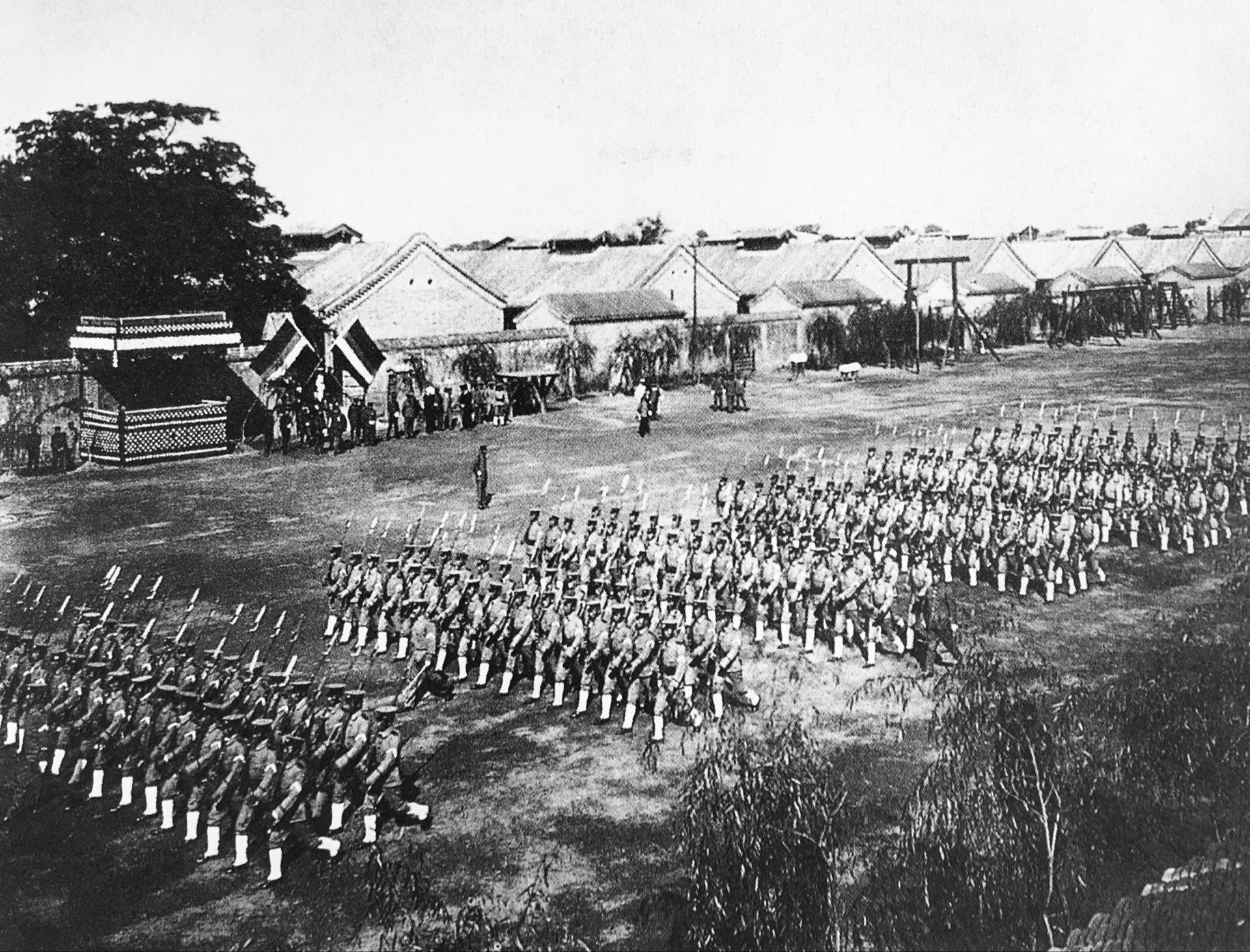
Бэйянская армия на тренировке

В последний период существования империи Цин старая восьмизнамённая армия потеряла свою силу. При подавлении восстания тайпинов она оказалась бесполезной, приходилось опираться на местные ополчения и наёмные войска, вроде «Всегда побеждающей армии», чей офицерский состав целиком состоял из иностранцев.
В итоге со второй половины XIX века огромную роль во внутренней политике стали играть сложившиеся во время подавления этого восстания местные группировки, обладающие собственными армиями: Аньхойская (опиравшаяся на Сянскую армию и Наньянский («Южных морей») флот с Фуцзяньской эскадрой) и Хунаньская (опиравшаяся на Хуайскую армию и Бэйянскую («Северных морей») эскадру).
После неудачной японо-китайской войны 1894-95 гг. цинское правительство в очередной раз принялось за модернизацию вооружённых сил. В лагере Хуайских войск в Саочжане под Тяньцзинем был сформирован «учебный корпус» под командованием Юань Шикая и его помощников — военачальников Хуайской армии. «Учебный корпус» был оснащён современным оружием, его обучением руководили немецкие офицеры. Саочжаньский лагерь стал базой для создаваемой новой армии. Корпус вскоре был переименован в Новую полевую армию и стал пополняться новыми офицерскими и унтер-офицерскими кадрами из специально для этого открытой сети военных школ и училищ. Главной кузницей кадров было обновлённое Бэйянское военное училище (академия) в Тяньцзине. В итоге в районе Тяньцзиня стала складываться Сяочжаньская генеральско-офицерская группировка — зародыш будущей Бэйянской милитаристской клики во главе с «отцом новой армии» — Юань Шикаем. Тем самым империя Цин снова возвращалась к однобокой практике «усвоения заморских дел» и готовила «второе издание» политики «самоусиления».

### Сто дней реформ
Непродолжительный период реформ начался 11 июня 1898 с издания маньчжурским императором Айсиньгьоро Цзайтянем (девиз правления — Гуансюй) указа «Об установлении основной линии государственной политики». Цзайтянь привлёк группу молодых реформаторов — учеников и единомышленников Кан Ювэя — для разработки серии указов о реформах. В общей сложности было издано свыше 60 указов, которые касались системы образования, строительства железных дорог, заводов и фабрик, модернизации сельского хозяйства, развития внутренней и внешней торговли, реорганизации вооружённых сил, чистки государственного аппарата и т. д. Одним из результатов реформ было учреждение Пекинского университета.
Период радикальных реформ (который продолжался фактически 103 дня) окончился 21 сентября того же года, когда вдовствующая императрица Цыси произвела дворцовый переворот и отменила реформы.

### Отмена императорских экзаменов
После Восстания Ихэтуаней и его подавления союзом европейских держав, Цинское правительство поспешно взялось за реализацию реформ, предложенных в период «ста дней». Одной из крупнейших перемен была отмена традиционной системы императорских экзаменов в 1905. Правительство начало строить школы нового типа (к началу Синьхайской революции их было 60000), в отсутствие модернизированных вузов множество студентов выехало за границу, преимущественно в Японию (где они впервые соприкасались с европейскими революционными идеями, включая анархизм, социализм и социальный дарвинизм).
Отмена экзаменационной системы ознаменовала разрыв иерархического соподчинения между центром и местными элитами; общество, до того ориентированное на конфуцианское образование, оказалось в разброде, без новой идейной системы, под шквалом перемен.

### Антиманьчжурское движение
Превращение Китая в полуколонию, утрата им части своего суверенитета, серия проигранных войн, цепь унижений и контрибуций — всё это беспокоило господствующие силы страны, возмущало китайских патриотов и великоханьских шовинистов. В бедах Китая всё больше винили маньчжуров. Русская оккупация Маньчжурии (1900—1905) крайне ослабила престиж правящей династии, и так уже подорванный в глазах её подданных восстанием ихэтуаней. Русско-японская война 1904—1905 явилась очередным фактором позора и дальнейшего ослабления цинского режима: в третий раз после 1894 и 1900 годов чужеземцы топтали землю Поднебесной и захватывали «священную родину» маньчжуров. Маньчжуры полностью признали волю победителя — то есть Японии — согласившись со всеми условиями Портсмутского мира. Пекин предоставил Токио ряд исключительных прав и льгот в Южной Маньчжурии. Затем официальный Китай промолчал, когда Япония превратила Корею в свой протекторат. Всё это ещё раз продемонстрировало бессилие правящей династии, её неспособность уберечь страну от внешней угрозы и защитить её суверенитет.
События и исход Русско-японской войны оказали сильнейшее влияние на Китай. Здесь бурно приветствовали победу азиатского государства над одной из великих держав Запада. Триумф Японии вызвал в китайском обществе подъём не только националистических, но и оппозиционных настроений в отношении маньчжуров. Дальнейшее падение престижа династии оппозиция использовала для усиления натиска на неё. Последний резко усилился после японской аннексии Кореи в 1910 году. Данное событие вызвало настоящий шок в китайском обществе, увидевшем в этой трагедии аналогичную перспективу и для Китая.

### Ослабление династии и усиление роли армии
После смерти Ли Хунчжана Юань Шикай сам стал фигурой «лихунчжановского» масштаба. Умный, хитрый, ловкий лицемер и царедворец, он постепенно шёл к верховной власти, до поры до времени заискивая перед Цыси, осторожно внедряя своих ставленников в государственный аппарат, действуя где подкупом, где интригами, а где и силой. В руководстве «новой армией» были только его сторонники и выдвиженцы.
Маньчжурская аристократия, разглядев, наконец, реальную угрозу со стороны Бэйянской армии, пыталась поставить её под свой контроль. Однако изменить сложившуюся ситуацию ей не удалось, власть над «новой армией» по сути перешла к китайцам. Отправив в 1907 году Юань Шикая в ссылку в его имение, маньчжуры безуспешно пытались взять Бэйянскую армию в свои руки. Между тем контроль Пекина над войсками на Юге и в долине Янцзы был ещё слабее. В Наньянской армии было много выходцев из старых войск, была слабее дисциплина. Среди солдат и унтер-офицеров было много членов тайных обществ или просто противников династии. Антиманьчжурские настроения органически переплетались с регионалистскими. Наньянские дивизии и бригады становились всё более ненадёжными, постепенно становясь потенциально антицинской взрывоопасной средой.

### Возникновение чиновной оппозиции
Потенциальным противником центральных властей всё явственнее становилась китайская периферийная бюрократия, прежде всего номенклатура Южного Китая и провинций бассейна Янцзы. Эта молчаливая «южная оппозиция» была для маньчжуров не менее опасна, чем угроза со стороны «новой армии». «Боксёрская контрибуция» легла тяжёлым бременем на местные казначейства и население, резко усилив социальную напряжённость в провинциях. Уже в 1902 году произошёл конфликт династии с наместниками, отказывавшимися увеличить ставки поземельного налога. Укрепляя свои особые отношения с державами, наместники и губернаторы провинций обеспечивали себе фактическую независимость от центра. На словах заявляя о своей преданности империи Цин, они фактически становились всё более самостоятельными.
В ходе реорганизации административного аппарата 1906—1907 годов Цыси попыталась ограничить всевластие региональных правителей. Однако более 30 тысяч местных чиновников высшего, среднего и низшего звена продемонстрировали свою готовность отстаивать старые порядки и умело свели к минимуму все старания Пекина. Молчаливая схватка за власть 1906—1907 годов формально закончилась вничью, а фактически — крупным поражением маньчжурской династии. Не добившись укрепления своих позиций, цинский режим восстановил против себя провинциальную бюрократию и тем самым приблизил своё падение.
После смерти Цыси начался второй натиск маньчжурского «центра» на китайскую «периферию». На плечи периферийных лидеров и местных казначейств маньчжуры возложили все расходы по созданию и поддержанию «новых войск» в бассейне Янцзы и Южном Китае. В Пекине полагали, что кормить эти дивизии и бригады будет провинциальная бюрократия, а командовать войсками — маньчжурские князья. На практике же сложилась иная ситуация: дивизии и бригады Наньянской армии, а также созданные тогда же «охранные войска», оснащённые современным оружием, оказались по сути в подчинении наместников и губернаторов провинций, а не центра. Таким образом, военная реформа не ослабила, а усилила независимость местных правителей от Пекина, подорвав тем самым позиции маньчжуров.

### Либерально-конституционное движение
После смерти Цыси и Цзайтяня, стремясь поддержать конституционные и реформаторские иллюзии у оппозиции, принц Цин Айсиньгёро Икуан и князь-регент официально обещали созвать парламент в 1916 году, а в 1909 году организовать выборы в провинциальные совещательные комитеты. Выборы были двухступенчатыми и проводились на основе строжайшего избирательного ценза. В целом по стране в выборах участвовали лишь около 2 миллионов человек из 420 миллионов жителей Китая. Комитеты могли обсуждать только сугубо местные вопросы, не касаясь политических и законодательных тем. Осенью 1910 года в Пекине открылась Совещательная палата — своего рода «предпарламент».

## Революционные организации

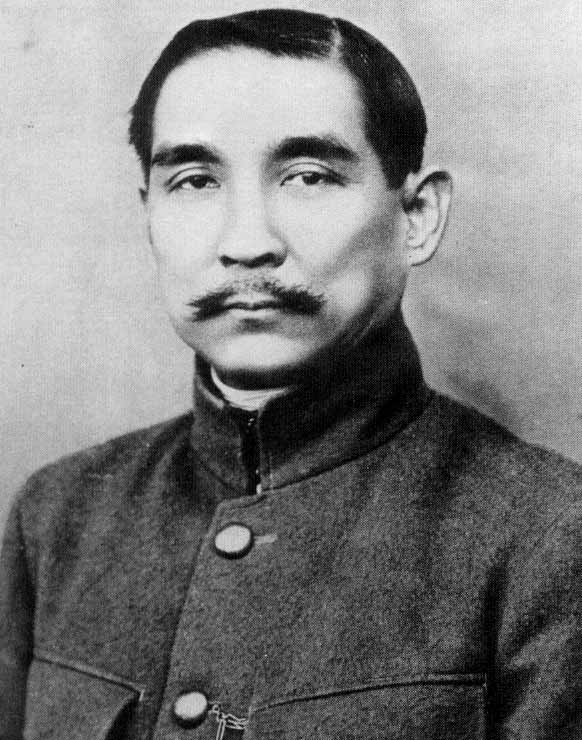
Сунь Ятсен

К середине 1905 года основными революционными организациями в Китае и Японии были Синчжунхой («Союз возрождения Китая», 兴中会) во главе с Сунь Ятсеном, «Союз обновления Китая» (華興會) во главе с Хуан Сином и Сун Цзяожэнем, и «Союз возрождения славы Китая» (光復會). Синчжунхой действовало в Южном Китае, в то время как «Союз возрождения славы Китая» был активен в Цзянсу, Чжэцзяне и Шанхае, а «Союз обновления Китая» работал в Хунани. С объединением этих трёх структур летом 1905 года в Токио возник Тунмэнхой (Объединённый союз, Союзная лига) (中國同盟會).
Идеологическими противниками революционеров в эмиграции были реформаторы, а в самом Китае — конституционалисты. Свою малочисленность и слабость революционеры пытались компенсировать опорой на тайные общества. При этом акцент делался на тактику узких заговоров и организацию локальных восстаний с использованием членов тайных обществ в качестве послушных боевых дружин. В 1906-08 годах Тунмэнхой организовал четыре таких восстания. Все их постигла неудача, в том числе из-за разобщённости тайных обществ и соперничества их лидеров. Под влиянием этих поражений Тунмэнхой раскололся. Из-за разногласий по поводу принципа уравнения прав на землю в 1907 году возник самостоятельный «Союз совместного прогресса» (共進會), действовавший в долине Янцзы. В результате первого раскола Тунмэнхоя образовалось два организационных центра — хубэй-хунаньский и гуандунский. После поражения трёх новых восстаний в 1908 году в среде революционеров обострилась внутренняя борьба, и авторитет Сунь Ятсена упал ещё больше. В 1909 году последовал второй раскол и дальнейшее ослабление Тунмэнхоя.
Поскольку ставка на тайные союзы себя не оправдала, революционеры переориентировались на внедрение в ряды «новой армии», на агитацию среди её солдат и офицеров. Если гуандунский центр Сунь Ятсена и Хуан Сина в своей работе с военными не пошёл дальше уровня офицеров и унтер-офицеров, то хубэйским подпольщикам удалось проникнуть в солдатские ряды. Сунь Ятсен и Хуан Син продолжали организацию мелких заговоров, на этот раз в военной среде. Однако два подготовленных Хуан Сином восстания в Гуанчжоу, в 1910 и 1911 годах, окончились поражением.

## Ход революции

### Сычуаньское восстание
В мае 1911 года маньчжурское правительство национализировало частную акционерную компанию по строительству Хугуанских железных дорог (это был гигантский проект создания китайцами железной дороги Чэнду-Ханькоу-Гуанчжоу), что ударило по миллионам налогоплательщиков в четырёх провинциях. На местах начались беспорядки. 24 августа в Чэнду состоялся митинг, собравший несколько десятков тысяч человек. На местах беднота громила налоговые управления и полицейские участки. Оппозиция призвала население не платить поземельный налог. В сентябре маньчжуры перебросили «новые войска» из провинции Хубэй в Сычуань для подавления непокорных. В ответ лидеры движения выпустили воззвание о «самообороне Сычуани», то есть, по сути, о её независимости от Пекина. Расстрел безоружной демонстрации послужил сигналом к вооружённой борьбе. Первым восстало население уездного центра Синьцзинь. Город оказался в руках повстанцев. На их сторону перешли части «новой армии», посланные на подавление. Так началось Сычуаньское восстание сентября-октября 1911 года, положившее начало свержению цинской монархии. Опорой Сычуаньского восстания стали тайные общества. Их вооружённые отряды из многих уездов и округов двинулись на Чэнду. Вооружённая борьба охватила всю провинцию. К началу октября цинским войскам ценой огромных усилий удалось подавить основные очаги сопротивления. Хотя первое сражение с цинским режимом оказалось проигранным, в целом, Сычуаньское восстание резко усилило антиманьчжурские настроения по всей стране.

### Учанское восстание

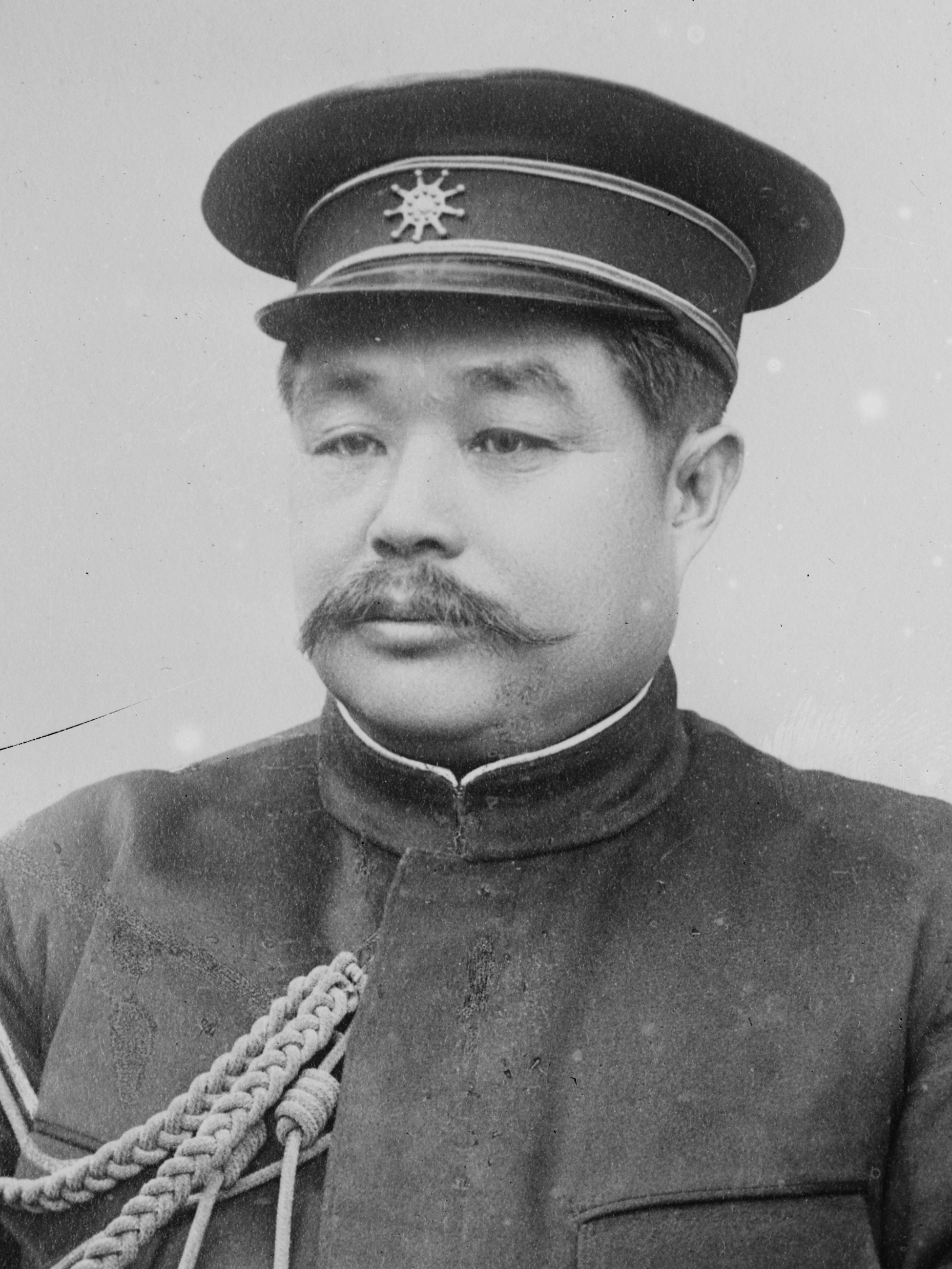
Ли Юаньхун в военной форме

24 сентября произошёл стихийный бунт в артиллерийском дивизионе в месте размещения властей Учанской управы — уезде Цзянся провинции Хубэй. Подавив выступление солдат, отказавшихся повиноваться офицерам, хугуанский наместник ввёл военное положение. Революционеры наметили начало восстания на 16 октября, но об этом стало известно властям. Начались повальные аресты и казни заговорщиков. Тогда вечером 10 октября сапёрный батальон, к которому присоединились два пехотных полка и артдивизион (всего до 4 тысяч солдат) захватили весь административный центр уезда Цзянся, а 12 октября в руках восставших было всё трёхградье Ухань. Власть в Ухане мирно перешла в руки оппозиции во главе с председателем комитета и лидером местных либералов шэньши Тан Хуалуном. Во главе хубэйского военного правительства был поставлен командир смешанной бригады «новых войск» генерал Ли Юаньхун. Новая власть объявила Китай республикой и призвала население перейти на сторону восставших. В знак освобождения от ига маньчжуров республиканцы срезали косы. Консулам держав в Ханькоу были направлены ноты с признанием всех неравноправных договоров, заключённых империей Цин.
Жители Уханя с энтузиазмом поддержали восставших солдат. За несколько дней численность республиканских вооружённых сил увеличилась до нескольких десятков тысяч человек. Наличие в этих местах крупного арсенала, порохового завода, складов оружия и боеприпасов позволило быстро вооружить добровольцев, влившихся в хубэйскую армию. Новое правительство, конфисковавшее большие запасы серебра, банкнот и медных денег, на первых порах могло платить жалованье солдатам. Успех Учанского восстания был обусловлен позицией местных частей Наньянской армии. В ходе боёв к восставшим полкам и батальонам присоединилось большинство солдат и офицеров хубэйской дивизии «новых войск».
На подавление Учанского восстания маньчжуры направили в район Ханькоу две отборные дивизии и одну смешанную бригаду Бэйянской армии. Дивизиями командовали лучшие генералы Сяочжаньской группировки — Фэн Гочжан и Дуань Цижуй. Руководить операцией был послан военный министр маньчжур Ичан. На Янцзы его воинство поддерживала эскадра адмирала Са Чжэньбина. Наступавшие с севера цинские силы имели подавляющий перевес над хубэйскими войсками, значительную часть которых составляли вступившие в них в период восстания необученные добровольцы.
Напуганные восстаниями наньянских войск, цинские власти решили срочно вернуть из ссылки Юань Шикая. Цинское правительство предложило опальному сановнику пост наместника Хугуана (в данное наместничество входила территория провинций Хунань и Хубэй), рассчитывая его руками подавить «мятежников». Однако роль всекитайского палача Юань Шикая не устраивала. После его отказа маньчжуры 22 октября срочно созвали в Пекине Верховную совещательную палату, надеясь на помощь с её стороны. Однако этот «предпарламент», состоявший из либералов-конституционалистов, потребовал немедленного введения конституции и снятия императорской родни с ключевых постов.
Тем временем в одной провинции за другой начинались новые восстания частей Наньянской армии. 22 октября войска свергли цинскую власть в Чанша, на следующий день — в Цзюцзяне, а 24 октября — в Наньчане и Сиане. В итоге провинции Хунань и Шэньси провозгласили независимость от Пекина. В ответ на это ещё верные маньчжурам части Бэйянской армии после упорных боёв 2 ноября овладели Ханькоу. Город был сожжён и разграблен, многие его жители — расстреляны. Однако эта акция устрашения привела к обратным результатам. На сторону республиканцев, по сути, перешла Верховная совещательная палата, потребовавшая проведения срочного расследования и сурового наказания тех, кто отдал приказ сжечь и разграбить Ханькоу. К хубэйским повстанцам присоединилась эскадра Са Чжэньбина, республиканцы укрепили оборону Ханьяна и Цзянся. Хубэйские революционеры добились назначения Хуан Сина на пост главнокомандующего, провели новый набор в армию и обучение добровольцев.

### Шицзячжуанский мятеж

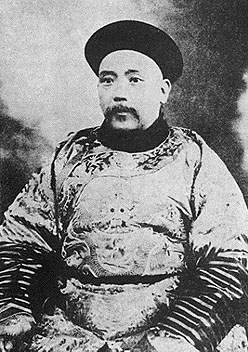
Юань Шикай в одежде императорского чиновника

Напуганные стремительным развалом империи, князь-регент и Икуан попробовали предотвратить гибель династии новыми обещаниями. Признавая свою вину за восстания в провинциях, маньчжуры поклялись ввести конституцию, амнистировать всех политзаключённых, легализовать все политические организации, уравнять в правах маньчжуров и китайцев и гарантировать личную неприкосновенность всех подданных империи. Однако все эти запоздалые уступки никак не повлияли на республиканский лагерь. Великие державы провозгласили нейтралитет и отказали маньчжурам в помощи. Единственной надеждой на спасение для империи Цин оставалась Бэйянская армия. Тогда маньчжуры вторично предложили Юань Шикаю возглавить подавление «бунта». Юань Шикай поставил следующие условия: передача ему всей полноты власти в военной сфере, созыв парламента и создание ответственного перед ним кабинета министров, амнистия всем участникам антиманьчжурской борьбы и легализация политических партий. Маньчжуры поначалу не приняли этих условий.
Пока правящая династия и генерал торговались из-за власти, две дивизии Бэйянской армии 29 октября в Шицзячжуане вышли из повиновения маньчжурам. Их командиры — генералы У Лучжэнь и Чжан Шаоцзэн — потребовали прекращения боевых действий против восставших в долине Янцзы и введения конституции. В противном случае обе дивизии были готовы начать поход на столицу. В тот же день в Тайюане против маньчжуров выступили солдаты и офицеры «новых войск» во главе с Янь Сишанем, провинция Шаньси вышла из состава Цинской империи и присоединилась к восставшему республиканскому лагерю. У Лучжэнь и Янь Сишань договорились о совместном наступлении на Пекин для свержения правящей династии. Данная ситуация оказалась опасной и для маньчжуров, и для Юань Шикая. Выступление этих двух дивизий без согласия «отца новой армии» нарушило бы дисциплину внутри Бэйянской группировки. Кроме того, мятежные генералы грозили свергнуть династию собственными силами и тем самым оставить Юань Шикая ни с чем. Справедливо опасаясь, что власть в Пекине возьмут другие, он приказал убить У Лучжэня. Со смертью последнего «мятеж» в Шицзячжуане на время захлебнулся.

### Юань Шикай становится премьер-министром
Между тем антиманьчжурское освободительное движение набирало всё большую силу. В конце октября гуандунский губернатор провозгласил нейтралитет своей провинции. 31 октября восстали наньянские части в Юньнани; овладев её столицей Куньмином они освободили провинцию из-под господства «северных варваров». Совещательный комитет Цзянси, провозгласив 1 ноября независимость провинции от Пекина, назначил военным губернатором командира смешанной бригады Наньянской армии. В ночь на 2 ноября против маньчжуров поднялись части «новой армии» в районе Аньцина — главного города провинции Аньхой. Вызванные из Нанкина бэйянские войска отбросили восставших от города, однако это был временный и частичный успех правительства. Обречённость династии и монархии стала явной. В Пекине среди маньчжурской аристократии началась паника, перешедшая в повальное бегство — к началу ноября в Маньчжурию перебралось четверть миллиона человек. Видя, что положение критическое, цинский двор предложил Юань Шикаю пост первого министра. В условиях агонии маньчжурского режима должность главы кабинета, а, значит, и командующего Бэйянской армией, становилась ключевой.
2 ноября генерал был назначен премьер-министром с правом командования действующей армией. «Мятеж» двух бэйянских дивизий в Шицзячжуане показал Юань Шикаю, что больше медлить нельзя, ибо с правящей династией могут расправиться другие генералы, захватив при этом верховную власть. С получением же поста премьер-министра Юань Шикай становился сильнее любых назначенцев в антицинском лагере. Перед принятием этого поста Юань Шикай запросил согласия держав. Лондон и Вашингтон сразу же поддержали генерала, надеясь, что он подавит мятеж. Антицинский лагерь, со своей стороны, рассчитывал использовать Юань Шикая как орудие свержения правящей династии.
Получив пост главнокомандующего всех вооружённых сил империи и пост премьер-министра, Юань Шикай не спеша отправился в Пекин. Преследуя свои честолюбивые замыслы, он начал секретные переговоры с отдельными группировками республиканского юга. Умело маневрируя между маньчжурами и республиканцами, опираясь на поддержку империалистических держав, он готовился к захвату власти.

### Продолжение распада империи
Между тем, Цинская империя продолжала распадаться. В Гуйяне 4 ноября наньянские батальоны подняли восстание и покончили с цинской властью в провинции Гуйчжоу. Крайне сложная ситуация сложилась в Цзянсу. В конце октября подняли восстание части «новой армии» в районе Нанкина. В этом важнейшем стратегическом пункте на Янцзы было сосредоточено большое количество бэйянских войск под командованием верного престолу генерала Чжан Сюня. Именно его войска и отбросили наступавшие на Нанкин восставшие части. Потерпев неудачу, последние отступили в Чжэньцзян, куда стали стекаться добровольческие отряды и «новые войска». Их общая численность вскоре достигла нескольких десятков тысяч бойцов. Маньчжуры в самый последний момент попытались договориться с оппозицией, назначив её ведущего лидера Чжан Цзяня «умиротворителем Цзянсу». Последний отказался помогать гибнущей династии, и посоветовал цинским правителям прекратить сопротивление и признать победу республики над монархией. 5 ноября восстание «новых войск» завершилось победой. В начале ноября к антиманьчжурскому движению примкнула провинция Гуандун.
4 ноября против династии выступили «новые войска» в Шанхае, где их поддержали рабочие арсенала и боевики Зелёной банды, привлечённые сподвижником Сунь Ятсена Чэнь Цимэем. На следующий день провинция Цзянсу провозгласила независимость от Пекина. 7 ноября от империи отделилась провинция Гуанси, где власть захватили местные воинские части, сделавшие губернатором командира охранных войск Лу Жунтина. 9 ноября сбросила власть маньчжуров провинция Фуцзянь. Не дождавшись согласия Пекина на свои требования об автономии, местный совещательный комитет провозгласил самостоятельность провинции Шаньдун. Опасаясь назревавшего восстания «новых войск», цинский наместник северо-восточных провинций договорился с главой совещательного комитета провинции Фэнтянь об отделении 14 ноября от империи Цин. 16 ноября о своём нейтралитете заявила провинция Цзилинь, а на следующий день — провинция Хэйлунцзян.

### Первые шаги Юань Шикая на посту премьера

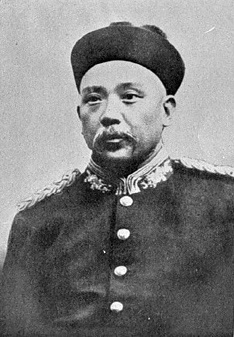
Юань Шикай в военной форме

Юань Шикай прибыл в Пекин в окружении 2 тысяч преданных ему солдат и офицеров. Взяв под свой полный контроль Бэйянскую армию, он отстранил от руководства военными делами маньчжуров и заменил их своими ставленниками (Дуань Цижуй, Фэн Гочжан и Сюй Шичан), вывел из столицы дворцовую гвардию. 16 ноября Юань Шикай сформировал своё правительство и предложил сотрудничество республиканскому Югу. Он предложил ввести в состав кабинета двух конституционалистов — Чжан Цзяна и Лян Цичао, однако они не приняли этого предложения. Тем не менее этим жестом генерал укрепил свой авторитет на мятежном Юге. Основу первого кабинета Юань Шикая составили старые цинские чиновники из числа его друзей, знакомых и единомышленников, то есть стойких консерваторов. В секретном послании он умело запугал императрицу и князей возможностью физического уничтожения членов императорского дома. Став премьер-министром и главнокомандующим, Юань Шикай сразу же начал наступление на здешних «бунтовщиков». Его войска перешли в наступление в Шаньси и заняли Тайюань, нанесли поражение отрядам Ван Тяньцзуна в Хэнани, подавили военный мятеж на северо-востоке Чжили.
Между тем южане надеялись, что Юань Шикай, придя к руководству страной, остановит успешное наступление бэйянских дивизий на их позиции. Так, почти сразу же после поражения своих войск под Ханькоу, Ли Юаньхун заговорил о президентстве Юань Шикая. Союз с Юань Шикаем должен был помочь умеренным обуздать революционеров, не отказываясь пока от антиманьчжурских лозунгов и идей республиканизма. Умеренные искали компромисса с Юань Шикаем, а после взятия 2 декабря Нанкина настояли на заключении перемирия между войсками Севера и Юга. Сразу же после прихода Юань Шикая к власти между ним и Учанским правительством начался политический торг. Республиканцы всячески стремились заручиться поддержкой генерала для изгнания маньчжуров, обещая сделать его президентом, если он не поднимет оружия против республики. Юань Шикай обещал прекратить военные действия в случае согласия восставших на установление конституционной монархии. Одновременно генерал пытался расколоть ряды республиканцев. Последние стремились полюбовно договориться с будущим диктатором, дабы сейчас с его помощью покончить с империей Цин.
Юань Шикая обхаживали как республиканцы, так и маньчжуры, видя в нём ключевую фигуру. Оказавшись в столь выгодном положении, генерал искусно лавировал между той и другой стороной, быстро укрепляя свою личную власть. Ведя политический торг с Учанским правительством, он стремился поставить его на колени или хотя бы сделать более сговорчивым. Полный честолюбивых замыслов, Юань Шикай виртуозно использовал ситуацию, оказавшись центральной фигурой. На его кандидатуре в президенты сходились не только правое крыло и центр конституционно-либерального лагеря, но и левые, то есть революционеры. Балансируя между монархией и республикой, между революционерами и либералами, между династией и революционерами, Юань Шикай делал всё, чтобы ни одна из этих сторон не усилилась во вред его честолюбивым замыслам. Юань Шикай запугивал маньчжуров возможной резнёй со стороны революционеров, и в то же время шантажировал республиканцев возможностью своей сделки с династией. Дабы заставить республиканцев пойти на уступки, Юань Шикай упорно отстаивал идею конституционной монархии при номинальной власти императора.

### Империя продолжает рушиться

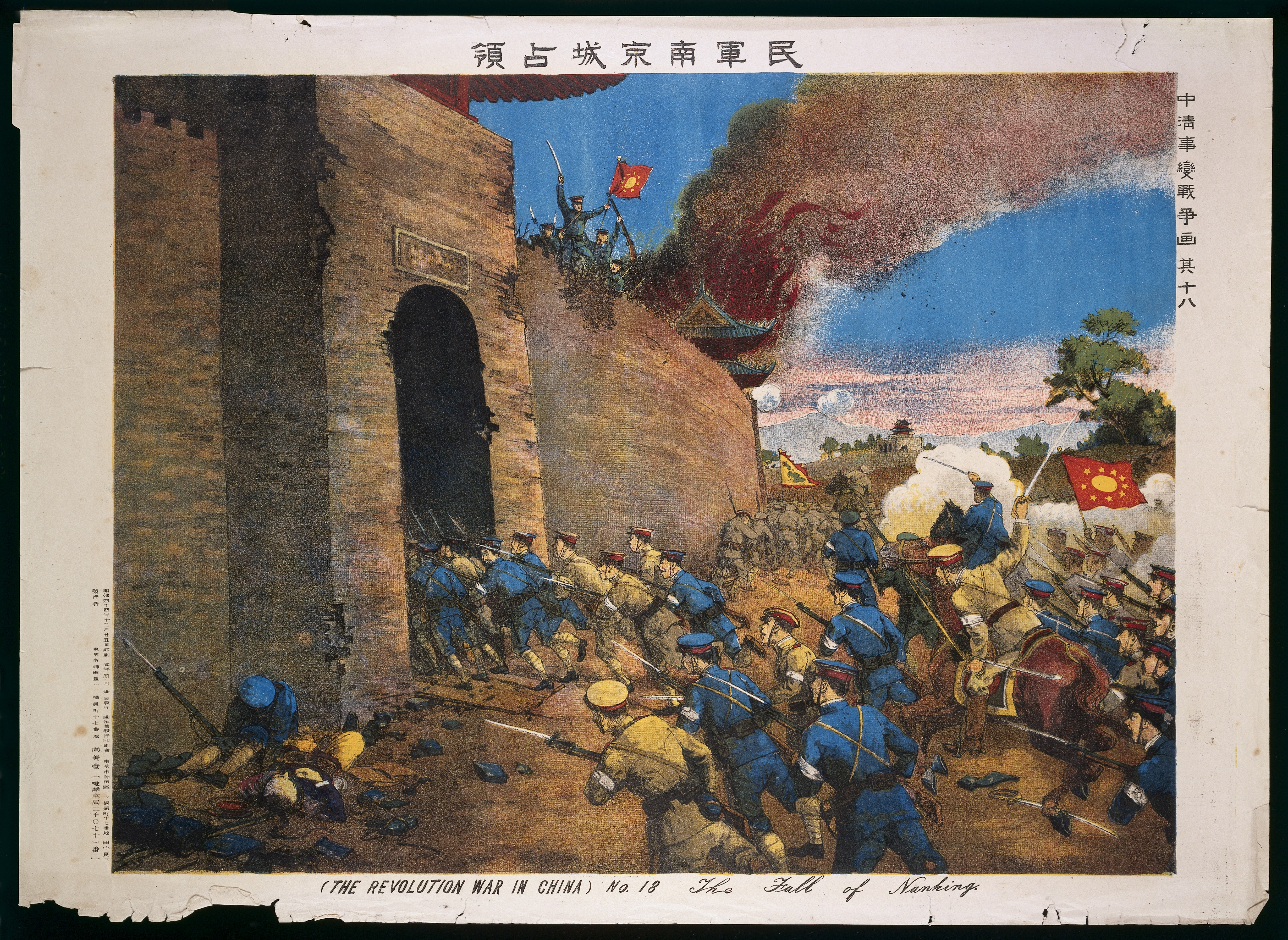
Революционные войска штурмуют Нанкин.

Вместе с тем борьба против маньчжурского господства в провинциях продолжалась. Назревало восстание «новых войск» в Сычуани. 22 ноября наньянские части освободили Чунцин. Перед лицом общей опасности цинский наместник и лидер совещательного комитета договорились о провозглашении независимости провинции Сычуань от Пекина. 27 ноября Сычуань мирно (то есть без восстаний войск) отделилась от Цинской империи. 1 декабря 1911 года князья и ламы объявили в Внешней Монголии независимую монархию во главе с Богдо-гэгэном VIII. Примерно в то же время рухнуло маньчжурское господство в Тибете: Тибет стал независимым государством.
Продолжались военные действия в Цзянсу. 2 декабря «новые войска» и добровольцы после ожесточённых боёв взяли Нанкин, вырвав провинцию Цзянсу из рук маньчжуров. После объявления перемирия Китай окончательно разделился на реакционный Север и мятежный Юг. Под властью империи Цин остались пять провинций — Чжили, Шаньдун (губернатор покаялся перед троном и Юань Шикаем за вынужденный переход в лагерь «бунтовщиков»), Хэнань, Ганьсу и Синьцзян.

### Противостояние Севера и Юга
Чтобы устранить монархию, Юань Шикаю необходимо было договориться с восставшими провинциями о мирной передаче ему власти в долине Янцзы и на Юге. Для этого требовалась короткая и устрашающая военная акция, которая помогла бы генералу продемонстрировать своё намерение подавить «бунт» и покончить со «смутой». Бэйянские войска под командованием Дуань Цижуя готовились нанести удар по республиканцам в районе Уханя. По приказу Юань Шикая бэйянские дивизии начали наступление на Ханьян и 27 ноября после кровопролитных боёв захватили город. Однако на этом наступление бэйянских войск прекратилось. Окончательный разгром восставших не входил тогда в планы Юань Шикая. К тому же республиканский лагерь был нужен ему как средство давления на маньчжуров. Последние же хотели его руками уничтожить «бунтовщиков» и спасти свой режим. Но роль жестокого палача могла бы погубить высокий авторитет генерала в глазах южан. С взятием Ханьяна Юань Шикай счёл свою карательную миссию на данном этапе законченной.
Теперь ему предстояло разделаться с маньчжурами, и отнять у них верховную власть на Севере. Для этого генералу нужно было развязать себе руки на Юге, и он стал искать соглашения с республиканским лагерем. При содействии британских дипломатов 3 декабря в Учане было заключено перемирие, которое, по сути, подтвердило раздел Китая на два государства. На Юге формировалась республика, на Севере сохранялась монархия с маньчжурским императором во главе. В тот момент ни республиканский Юг, ни монархический Север в равной мере не желали гражданской войны. Единственным разумным выходом оставался компромисс на базе объединения вокруг «сильной личности», то есть Юань Шикая, который являлся «своим человеком» как для монархистов, так и для республиканцев. Понимая, что восставший и вооружённый республиканский Юг трогать опасно и неблагоразумно, Юань Шикай всячески стремился развязать себе руки на Юге для захвата власти на Севере. Обсуждая с лидерами республиканцев условия своего выдвижения на пост временного президента, генерал в то же время зондировал позицию держав в отношении провозглашения его императором.
Теперь Юань Шикай мог приступить к поэтапной ликвидации маньчжурской власти в Пекине. Прежде всего ему предстояло освободиться от контроля цинского двора. Для начала он избавился от обязанности каждый день являться на аудиенцию во дворец. Следующей задачей Юань Шикая было покончить с регентством. Заручившись поддержкой держав, генерал устранил от дел Цзайфэна и Икуана, передав верховную власть в руки вдовствующей императрицы Лунъюй (тётя Пу И), слабой и безвольной женщины. Затем он ограничил доступ к ней сановников с докладами трону — отныне эти доклады направлялись кабинету министров (то есть самому генералу). На все ответственные военные и административные посты в правительстве и северных провинциях Юань Шикай спешно назначил своих доверенных людей. Покончив с регентством, он заставил императорский клан и маньчжурскую знать «пожертвовать» огромные средства на нужды Бэйянской армии. Цинская верхушка практически утратила всякое влияние в стране и реальной властью уже не обладала. Теперь генерал мог устранить правящую династию в нужный для него момент.
Став полновластным хозяином Севера, Юань Шикай приступил к переговорам с Югом. Они начались 18 декабря в Шанхае. Интересы генерала представлял Тан Шаои, а республиканцев — видный дипломат У Тинфан. Согласно заключённому ими соглашению, военные действия прекращались, бэйянские дивизии отводились из Ханькоу и Ханьяна. Обе стороны договорились о созыве всекитайского парламента, куда каждая провинция должна направить по три делегата для решения вопроса о будущей форме китайской государственности. Республиканцы предлагали генералу пост президента только после отречения правящей династии, а он настаивал на конституционной монархии с безвластным императором во главе.

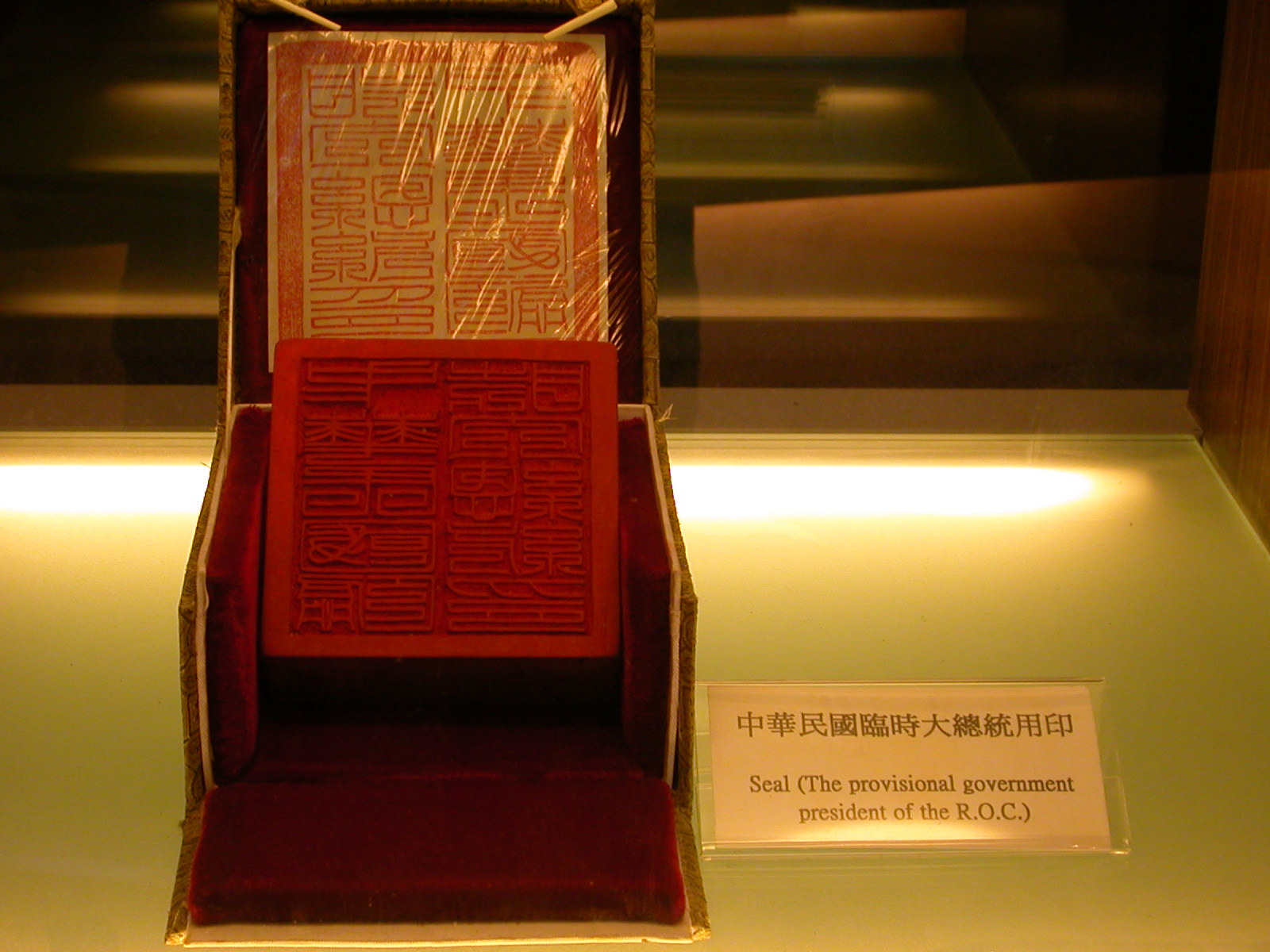
Печать президента временного республиканского правительства

В ходе переговоров проявилось единство Севера и разобщённость Юга: на Юге действовало 14 провинциальных правительств, десятки различных политических организаций и группировок, возникло противостояние между учанским и шанхайским центрами. В связи с этим в Ханькоу была созвана учредительная конференция. На ней было выработано положение об организации временного правительства республики, о выборах президента и о создании временного правительства. Пост президента был предложен Юань Шикаю в случае, если он признает республику и покончит с монархией. Большинство военных губернаторов провинций и командиров наньянских войск стояли за соглашение с Юань Шикаем. В начале декабря делегаты Ханькоуской конференции переехали в Нанкин и взяли на себя функции высшего законодательного органа республики. Поскольку торг с Юань Шикаем затягивался, делегаты решили надавить на генерала и выдвинуть в качестве противовеса ему политическую фигуру крайне левого толка. Таким человеком явился Сунь Ятсен, только что вернувшийся в Китай из-за границы.
29 декабря 1911 года Нанкинская конференция абсолютным большинством голосов избрала его временным президентом с условием добровольной отставки в случае согласия Юань Шикая занять этот пост. Сунь Ятсен не получил реальной власти. Созданное в Нанкине Временное правительство оказалось недееспособным из-за бойкота его двумя третями министров. Тем не менее за короткий срок (всего сорок дней) своего пребывания на посту главы правительства Сунь Ятсен развил активную деятельность по консолидации республиканских сил. 29 января 1912 года Нанкинская конференция представителей 17 провинций Юга была преобразована во Временный сенат — высший законодательный орган республики.
К этому времени сложилось примерное равновесие сил между Севером и Югом. Обе стороны искали выход из создавшегося положения на путях мирных переговоров. Однако Юань Шикай прервал переговоры с Югом и объявил о своей приверженности конституционной монархии. По его указке императрица Лунъюй заявила от имени сына о сохранении империи, а верные Юань Шикаю генералы Бэйянской армии поклялись до конца сопротивляться республиканской форме правления. В ответ на это южане пригрозили походом на Пекин и объявлением гражданской войны.

### Падение монархии и провозглашение республики
По ряду причин Юань Шикай не хотел войны с восставшими провинциями. Располагая хорошо обученной, дисциплинированной и боеспособной армией, Юань Шикай мог легко разгромить республиканцев: их армии по боеспособности явно уступали бэйянским дивизиям, были рассредоточены на огромном пространстве, не имели единого командования, в их рядах было много новобранцев и добровольцев. Но такой силовой вариант грозил генералу потерей авторитета в армии и стране.
Со своей стороны республиканцы не намеревались подставлять свои войска под удар «железных» бэйянских дивизий, и вновь занялись поисками соглашения с Юань Шикаем. Видя, что южане готовы к компромиссу, генерал возобновил переговоры с республиканцами. Теперь он соглашался на установление республики, если южане гарантируют ему пост президента и устранят Сунь Ятсена. На возобновившихся переговорах Севера и Юга в Нанкине были выработаны условия отречения правящей династии. Согласно этому документу, Пу И отказывался от всех императорских прерогатив власти. После своего отречения император не должен был вмешиваться в дело формирования временного правительства.
Когда в середине января 1912 года Юань Шикай передал этот документ на рассмотрение цинской верхушки, маньчжурские князья отвергли саму возможность отречения династии. 27 января Бэйянская армия устами 42 своих генералов потребовал введения республиканской формы правления. Затем «отец новой армии» вручил по сути ультиматум вдовствующей императрице Лунъюй, вынудив её примириться с неизбежным отстранением династии от власти. 1 февраля генерал получил от неё право на ведение переговоров с республиканцами об условиях отречения. Икуан и его сторонники поддержали требование об отречении Пу И. Уже не рассчитывая на раздел власти между маньчжурскими князьями и китайскими генералами, эта группировка стремилась договориться с Юань Шикаем о сохранении максимума возможного для императорского клана и «знамённой» верхушки. Сделка состоялась. В обмен на отречение богдохана Юань Шикай обнародовал три документа: «Льготные условия для цинского двора», «Условия отношения к лицам цинского императорского рода» и «Условия отношения к маньчжурам, монголам, хуэйцзу и тибетцам». За Пу И сохранялся «почётный» титул императора, ежегодный доход в 4 миллиона лянов серебра, дворцовый комплекс Запретного города и летний дворец Ихэюань, весь их обслуживающий персонал и неприкосновенность имущества. 30 января 1912 года по указанию генерала вдовствующая императрица Лунъюй от имени Пу И объявила о передаче «правительственной власти» народу и об одобрении конституционно-республиканской формы правления. 5 февраля Временный сенат одобрил проект условий отречения маньчжурской династии.
12 февраля было объявлено об отречении Пу И от верховной власти. Кроме того, особым императорским указом Юань Шикаю предписывалось сформировать временное республиканское правительство. 14 февраля Нанкинское собрание единогласно приняло отставку Сунь Ятсена, а на следующий день избрало Юань Шикая временным президентом Китайской республики.

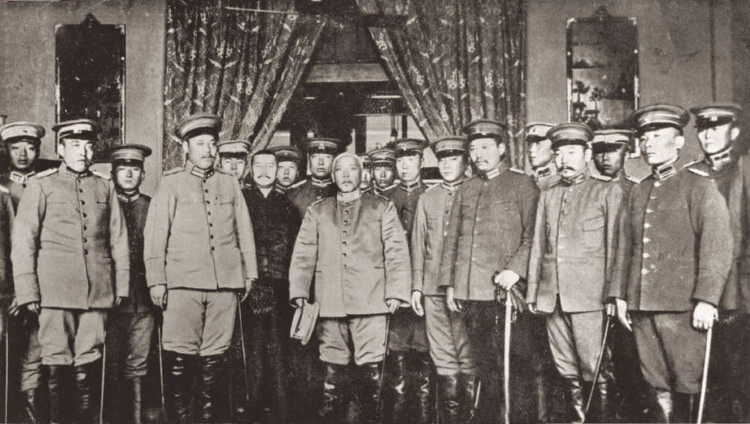
10 марта 1912 года. Юань Шикай — временный президент Китайской республики

## Разногласия
Некоторые учёные утверждают, что события 1911 в Китае нельзя характеризовать как революционные, потому что действия многочисленных образований, выступавших за революцию, были не скоординированы; не существовало ни единого революционного лидерства, ни программы, ни армии. Другие утверждают, что революция 1911 — только первая в серии из нескольких революций, приведших к власти КПК в 1949. Есть также мнение, что Синьхайская революция, разрушившая империю Цин и приведшая к формированию национального государства ханьцев — Китайской республики — стала законным основанием для самоопределения тех народов, государства которых входили в империю Цин на основе вассалитета (например, Монголия) или находились в зависимости от неё (Тибет).